# Gil Vicente Futebol Clube
El Gil Vicente Futebol Clube es un equipo de fútbol de Barcelos, Portugal. Actualmente juega en la Primeira Liga.

## Uniforme
- Uniforme titular: Camiseta roja, pantalón azul y medias rojas.
- Uniforme alternativo: Camiseta, pantalón y medias azules.

## Datos del club
- Temporadas en 1.ª:14
- Temporadas en 2.ª:4
- Mejor puesto en la liga: 5 2000
- Peor puesto en la liga: 18 1997

## Jugadores

### Plantilla

#### Altas y bajas 2024–25 (Verano)
| Altas            | Altas         | Altas               | Altas    | Altas         |
| Jugador          | Posición      | Procedencia         | Tipo     | Costo         |
| ---------------- | ------------- | ------------------- | -------- | ------------- |
| Félix Correia    | Delantero     | Juventus Next Gen   | Traspaso | €1,5 millones |
| Mory Gbane       | Mediocampista | FK Khimki           | Traspaso | €500 mil      |
| Diego Collado    | Delantero     | Villarreal CF "B"   | Libre    | €0            |
| Josué Sá         | Defensa       | Rio Ave FC          | Libre    | €0            |
| Miloš Gordić     | Portero       | Estrella Roja       | Libre    | €0            |
| Jorge Aguirre    | Delantero     | CA Osasuna Promesas | Libre    | €0            |
| Santi García     | Mediocampista | Getafe CF "B"       | Libre    | €0            |
| Jonathan Motumbo | Defensa       | Vitória Guimarães B | Libre    | €0            |
| Facundo Cáseres  | Mediocampista | SC Farense          | Libre    | €0            |
| Yaya Sithole     | Mediocampista | CD Tondela          | Cesión   | €0            |

| Bajas           | Bajas         | Bajas          | Bajas    | Bajas       |
| Jugador         | Posición      | Destino        | Tipo     | Costo       |
| --------------- | ------------- | -------------- | -------- | ----------- |
| Gabriel Pereira | Defensa       | FC Copenhague  | Traspaso | €5 millones |
| Lucas Barros    | Defensa       | FK Vojvodina   | Traspaso | €150 mil    |
| Murilo de Souza | Delantero     | Kyoto Sanga    | Libre    | €0          |
| Ali Alipour     | Delantero     | Persépolis FC  | Libre    | €0          |
| Alex Pinto      | Defensa       | FC Arouca      | Libre    | €0          |
| Miguel Monteiro | Delantero     | UD Oliveirense | Libre    | €0          |
| Pedro Tiba      | Mediocampista | GD Chaves      | Libre    | €0          |
| Roko Baturina   | Delantero     | Málaga CF      | Cesión   | €0          |
| Kiko            | Defensa       | GD Chaves      | Cesión   | €0          |
| Roan Wilson     | Mediocampista | GD Chaves      | Cesión   | €0          |
| Thomas Luciano  | Defensa       | AA Ponte Preta | Cesión   | €0          |
| André Liberal   | Delantero     | AD Sanjoanense | Cesión   | €0          |

## Palmarés
- Liga de Honra: 2

1998/99, 2010/11

## Participación en competiciones de la UEFA
| Temporada | Torneo                 | Ronda   | Club       | Casa  | Visita | Global |
| --------- | ---------------------- | ------- | ---------- | ----- | ------ | ------ |
| 2022-23   | UEFA Conference League | 3R      | Riga FC    | 4 - 0 | 1 - 1  | 5 - 1  |
| 2022-23   | UEFA Conference League | Playoff | AZ Alkmaar | 1 - 2 | 0 - 4  | 1 - 6  |